# 바스코토주

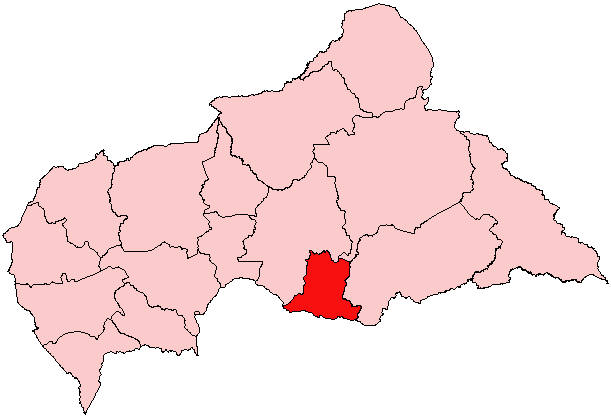
바스코토 주의 위치

바스코토주(Basse-Kotto)는 중앙아프리카 공화국 중남부에 위치한 주로, 주도는 모바예이며 남쪽으로는 콩고 민주 공화국과 국경을 맞대고 있다.